# Les Contes de la rue Broca (série télévisée d'animation)
Pour le recueil de contes, voir Contes de la rue Broca.
Les contes de la rue Broca et de la folie Méricourt est une série télévisée française basée sur l'œuvre éponyme de l'écrivain pour enfants Pierre Gripari : les Contes de la rue Broca. Constituée de 26 épisodes de 13 minutes, cette série créée par Alain Jaspard et Claude Allix sera diffusée en 1995 sur Canal J puis rediffusée à partir du 23 décembre 1996 sur France 3 dans Le Réveil des Babalous, dès le 20 mars 2006 sur Ma Planète et de septembre 2007 sur Gulli. Ces épisodes sont par la suite sortis dans une série de six cassettes (environ 5 épisodes par cassette).

## Synopsis
Monsieur Pierre vient tous les jours faire ses courses dans la petite épicerie de Papa Saïd. Personnage un peu mystérieux, il n'en est pas moins un excellent conteur, narrant des histoires extraordinaires qui font la joie de Nadia et Bachir, les enfants de l'épicier.

## Distribution
Voix françaises
- Edgar Givry : Monsieur Pierre, voix additionnelles
- Jackie Berger : Monsieur Pierre enfant
- Sophie Arthuys : Bachir, la Sorcière au placard à balai, voix additionnelles
- Marine Boiron : Nadia, voix additionnelles
- Yves Barsacq : Papa Saïd, voix additionnelles
- Karine Monneau, Vincent Jaspard, Emmanuelle Bougerol : voix additionnelles

Voix originales
- Matt Hill : Monsieur Pierre
- Andrea Libman : Monsieur Pierre enfant
- Ashleigh Ball : Bachir, la Sorcière au placard à balai
- Tabitha St. Germain : Nadia
- Sam Vincent : Papa Saïd

## Épisodes
1. La sorcière du placard aux balais
Le jeune Pierre possède une pièce de cinq francs et souhaite l'utiliser pour acheter une maison. Le notaire lui en propose une qui semble parfaite pour le petit garçon. Mais ce que ce dernier ne sais pas, c'est que la maison est hantée par la sorcière du placard aux balais qui se manifeste la nuit lorsqu'on chante une certaine chanson... Chanson que s'empresse de lui chanter le notaire ! Le petit Pierre n'a alors de cesse de fredonner la chanson qui lui trotte dans la tête, sans jamais aller toutefois jusqu'au bout. Mais un jour, il va trop loin et la sorcière décide de l'emporter, à moins qu'il ne relève le défi qu'elle lui propose. Heureusement, Pierre peut compter sur ses amis Bachir et Nadia et leurs poissons magiques...
2. Scoubidou la poupée qui sait tout
3. Le géant aux chaussettes rouges
4. Je ne sais qui, je ne sais quoi
5. Le petit cochon futé
6. La fée du robinet
7. La maison de l'oncle Pierre
Le riche Pierre héberge son frère et sa belle-sœur pauvres chez lui à une condition : tous les soirs, ils devront aller se coucher à 9 heures et ne pas ressortir de leur chambre avant le lendemain matin. Intriguée par cet ordre, la belle-sœur ne résiste pas un soir à l'envie de découvrir les activités nocturnes de Pierre. Quelle n'est pas sa surprise quand elle l'aperçoit comptant et recomptant des pièces d'or. Le lendemain matin, Pierre est retrouvé mort dans son lit. Tous ses biens reviennent à son frère, tous sauf les pièces d'or dont il ne semble pas vouloir se séparer...
8. Le gentil petit diable
9. Roman d'amour d'une patate
10. Le prince Blub et la sirène
11. La sorcière de la rue Mouffetard
12. La paire de chaussures
13. L'histoire de Lustucru
14. Pouic et la merlette
15. Sadko
16. Catherine sans nom
17. Histoire du Bagada
18. Pirlipipi, deux sirops, une sorcière
19. Le diable aux cheveux blancs
20. L'eau qui rend invisible
21. Le marchand de fessées
22. Le voyage de Saint Déodat
23. Le juste et l'injuste
24. Jeannot et l'ogresse
25. Madame la terre est basse
26. La sorcière et le commissaire

## En complément d'information
La première adaptation des Contes en dessins animés a été diffusée à partir du 27 octobre 1975 sur TF1 et au Québec dès septembre 1976 dans Bagatelle à la Télévision de Radio-Canada.